# Waratynszczyna
Waratynszczyna (biał. Варатыншчына; ros. Воротынщина; pol. hist. Worotyńszczyzna) – wieś na Białorusi, w obwodzie mohylewskim, w rejonie mohylewskim, w sielsowiecie Wiendaraż.
W XIX w. folwark, od 1864 będący własnością Protasewiczów. Położony był wówczas w Rosji, w guberni mohylewskiej, w powiecie mohylewskim. Następnie w granicach Związku Sowieckiego. Od 1991 w niepodległej Białorusi.